# Peter Ukrow
Peter Ukrow (* 9. September 1944 in Groß Lindow; † 7. Dezember 2018) war ein deutscher Fußballspieler und -trainer. In der höchsten Spielklasse des DDR-Fußballs, der Oberliga, spielte er für den FC Vorwärts Berlin. Beim später nach Frankfurt an der Oder umgesiedelten Fußballclub der Armeesportvereinigung Vorwärts arbeitete er Mitte der 1980er-Jahre als verantwortlicher Coach der Erstligamannschaft.

## Sportliche Laufbahn

### Gemeinschafts- und Clubstationen
Seine vier Oberligabegegnungen für den FC Vorwärts Berlin verteilen sich auf zwei Spieljahre Ende der 1960er-Jahre. Während Ukrow in der Saison 1967/68 in einer Erstligapartie aufgeboten wurde, lief er in der Folgespielzeit in drei Punktspielen für die Armeefußballer aus Ost-Berlin auf. Er leistete damit einen Beitrag zum Gewinn der DDR-Meisterschaft der Vorwärts-Kicker 1968/69. Im Vorfeld des Spieljahres 1969/70 zählte Ukrow, im Vorschauheft von Sportecho und fuwo als Klaus-Peter und NVA-Oberfeldwebel aufgeführt, zum Aufgebot des Titelverteidigers, aber wurde in der Oberligaelf nicht mehr eingesetzt.

### Auswahleinsätze
Als zum SC Frankfurt/Oder delegiertes Talent zählte Peter Ukrow im Frühjahr 1962 zum Kader der ostdeutschen U-18, die in Rumänien am UEFA-Juniorenturnier, der inoffiziellen Europameisterschaft dieser Altersklasse, teilnahm. Die Elf der Trainer Manfred Pfeifer und Werner Stricksner scheiterte trotz zweier Siege in drei Spielen in der Vorrunde, da nur der Gruppenerste ins Halbfinale des Wettbewerbs einzog. Insgesamt bestritt Ukrow in den Jahren 1962 und 1963 neun U-18-Länderspiele für die DDR.
Nach seinem Wechsel von der ASG Vorwärts Storkow zum Oberligisten FC Vorwärts Berlin im Frühjahr 1967 fand der Verteidiger auch wieder ins Blickfeld der Auswahltrainer des DFV. Am 16. Mai 1967 spielte er vor nun heimischer Ost-Berliner Kulisse in der DDR-Nachwuchsauswahl in einem torlosen Remis gegen die schwedischen Altersgenossen.

## Trainerlaufbahn
Nach seiner Spielerlaufbahn arbeitete Ukrow, der auf den Beruf des Werkzeugmachers später ein Diplom-Sportlehrerstudium aufgesetzt hatte, sowohl im Club als auch auf Bezirksebene als Nachwuchscoach. So weilte er im Sommer 1983 bei der IX. Kinder- und Jugendspartakiade mit der Altersklasse (AK) 13 der Frankfurter in Leipzig, während sein Sohn Alexander zur AK 12 der Auswahl dieses Bezirks zählte.
Von Ende 1984 bis November 1986 trainierte der frühere Vorwärts-Fußballer im Range eines Majors der Nationalen Volksarmee die Oberligaelf der Oderstädter. Er hatte das Amt von Jürgen Großheim übernommen. Offiziell geschah dies erst im Januar 1985, aber bereits vor dem Jahreswechsel saß er auf der Frankfurter Bank bei Punktspielen für den als erkrankt gemeldeten Großheim. Auf ihn folgte auf dem FCV-Trainersitz kurzzeitig Ende 1986 Erich Hamann, bevor Gerhard Reichelt übernahm.

## Privates
Ukrow verstarb im Dezember 2018 im Alter von 74 Jahren. Sein Sohn Alexander kickte Ende der 1980er-, Anfang der 1990er-Jahre für den FC Vorwärts Frankfurt/Oder und dessen Nachfolger in Oberliga und Liga, bevor er gen Niedersachsen wechselte.